# Meta Akita
株式会社Meta Akita（英: Meta Akita Inc.）は、秋田県秋田市に本社を置く企業。公益社団法人秋田犬保存会の公認のもと、NFT（非代替性トークン）やメタバースなどのデジタル記述を活用し、秋田犬を中心とした国際的なコミュニティの形成と地方創生を目指して事業を展開している。

## 沿革
- 2022年7月16日 – 公益社団法人秋田犬保存会の公認を取得。
- 2022年8月12日 – Meta Akitaを設立。
- 2022年11月 – 秋田県初の「秋田犬NFT」を販売[3]。
- 2022年12月
  - xrp.cafeおよびXRP Ledger Developersと提携し、日本初の「XRP秋田犬NFT」を販売。
  - 琉球アスティーダと秋田犬パートナーシップを締結。プロチームによる日本初の「全ホームゲーム観戦無料NFT」の発売を発表[4][5][6]。
- 2023年1月 - 秋田県内で初めてNFTの技術を使用したふるさと納税の返礼品として、秋田県大館市返礼品にハチ公生誕100周年を記念した秋田犬のアート作品をデザイン[7]。
- 2023年7月 – 県内記録的大雨に際して、日本で初めてNFTを介した募金システムを活用し、国内外から寄付金を集めて秋田県へ寄付する取り組みを実施[8]。
- 2023年10月 – 秋田県大館市および小坂町のインバウンドプロジェクトに、秋田犬とNFTスタンプラリーを活用[9]
- 2023年12月 –米国のHeirloom社との共同開発により、世界初となるブロックチェーン技術（DID/VCを応用）によるブロックチェーン血統書アプリのサービスを開始[10]。
- 2024年1月 - コンコーディアム財団と、Web3 IDウォレットを活用した、秋田犬とその所有権を証明する取り組みで協力することを発表[11]。
- 2024年8月 - 同社プロデュースによる秋田犬パッケージ専用の犬用ラーメンを、喜多方ラーメンの老舗である河京社および紙パッケージの専門企業である岩㟢紙器と共同で商品化[12]。